# Idiocera (Idiocera) stenophallus
Idiocera (Idiocera) stenophallus is een tweevleugelige uit de familie steltmuggen (Limoniidae). De soort komt voor in het Afrotropisch gebied.